# Arthur Conan Doyle
Arthur Ignatius Conan Doyle (Edimburgo, Escocia, 22 de mayo de 1859-Crowborough, Inglaterra, 7 de julio de 1930) fue un escritor y médico británico de ascendencia irlandesa, creador del célebre detective de ficción Sherlock Holmes. Fue un autor prolífico cuya obra incluye relatos de ciencia ficción, novela histórica, teatro y poesía.

## Biografía

### Infancia
Arthur Ignatius Conan Doyle nació el 22 de mayo de 1859 en la calle 11 de Picardy Place, en la ciudad escocesa de Edimburgo. Hijo de Charles Altamont Doyle y de Mary Foley. Aunque firmaba como Conan Doyle, pudiendo llevar a pensar que ese era su apellido, tanto la British Library como la Library of Congress catalogan sus obras con el apellido Doyle.
Arthur fue bautizado en la catedral Metropolitana de Santa María de la Asunción de Edimburgo. Pertenecía a una familia católica irlandesa que había proporcionado una saga de ilustradores y caricaturistas, iniciada por su abuelo John Doyle y que fue continuada por sus tíos el ilustrador Richard Doyle, quien diseñó la portada y cabecera de la revista Punch, el anticuario James Doyle y Henry E. Doyle, director de la Galería Nacional de Irlanda. Su padre, era el menor de los hijos de John Doyle, él creció eclipsado por las brillantes carreras de sus hermanos. Estudió arquitectura en 1849. Cuando cumplió diecinueve años, aceptó un puesto de trabajo en la Oficina de Obras Públicas de Edimburgo. Tenía también una gran afición hacia el dibujo que en sus primeros años en la ciudad escocesa desarrolló con algunas ilustraciones para revistas y libros. Charles Doyle ilustraría la primera edición del libro de su hijo, Estudio en escarlata (1887), el primero en el que aparece Sherlock Holmes. A lo largo de su vida padeció un grave alcoholismo y profundas depresiones, que lo llevaron a ser internado en una institución sanitaria en diversas ocasiones. 
Su padre contrajo matrimonio en 1855 con su madre, Mary Foley, perteneciente a una familia irlandesa que residía en la ciudad escocesa de Edimburgo. Arthur recordaría a su madre como una mujer como una mezcla de mujer hogareña obligada a ocuparse del mantenimiento de sus hijos y a la vez una mujer de letras, lectora apasionada, profundamente imaginativa y gran narradora y que sería quien despertaría en Arthur la afición por la literatura.
Los detalles de la infancia de Arthur y sus hermanos son poco claros. Algunas fuentes manifiestan que eran nueve hijos, algunas otras que diez aunque parece que tres murieron pequeños. En 1864 la familia se dispersó debido al creciente alcoholismo de Charles y los niños fueron alojados temporalmente en diversas instituciones de Edimburgo. En 1867, la familia se reunió otra vez, para vivir en una sórdida vivienda en Sciennes Place. Su madre, viendo cómo su marido se gastaba todo su sueldo en la bebida, alquiló las habitaciones de la casa a huéspedes; uno de ellos, el doctor Bryan Charles Waller, al que algunos historiadores adjudican un romance con la madre del escritor.[cita requerida]

### Estudios y carrera médica
En 1868, Arthur Conan Doyle, con el apoyo económico de sus tíos, ingresó a la Escuela Stonyhurst Saint Mary's Hall de la orden de la Compañía de Jesús, situada en la comarca de Lancashire, que era un centro preparatorio del, prestigioso y selecto colegio, Stonyhurst College, al que accedería dos años después, en 1870, y donde permaneció hasta 1875. Entre 1875 y 1876, continuó su educación en Austria, en otra escuela de la Compañía de Jesús, Stella Matutina, en la ciudad de Feldkirch.
En 1876, comenzó la carrera de Medicina en la Universidad de Edimburgo, donde conoció al médico forense Joseph Bell, este profesor le inspiraría la figura de su famoso personaje, Sherlock Holmes. Allí destacó en los deportes, especialmente rugby,[cita requerida] golf y boxeo. En este período también trabajó en Aston (actual distrito de Birmingham) y Sheffield. A principios de 1880 se embarcó, para ejercer como cirujano en sustitución de un amigo suyo, en un ballenero denominado The Hope que durante seis meses navegaría hacia el Ártico. A los veintidós años de edad, en 1881, se graduó como médico y completó su doctorado sobre el Tabes dorsal en 1885. Sin embargo, recibió el doctorado cuatro años después. Fue en estos años cuando hizo una gran amistad con el también escritor escocés J. M. Barrie.
Mientras estudiaba medicina comenzó a escribir historias cortas. La primera que apareció publicada fue «The Mystery of the Sasassa Valley», en 1879 en el Chambers's Edinburgh Journal antes de que cumpliera los veinte años. Ese mismo año también publicó su primer artículo médico «Gelsemium como veneno» en la British Medical Journal.
En 1881, después de terminar su etapa universitaria, volvió a embarcarse como médico del buque SS Mayumba en su viaje a las costas de África Occidental.
En 1882, un antiguo compañero de clase, George Turnavine Budd, le ofreció trabajar con él en Plymouth, pero su relación con Budd fue difícil y terminó por establecerse por su cuenta en junio de 1882, ya con veintitrés años, en Portsmouth. Debido al poco éxito inicial, mientras no tenía pacientes, comenzó de nuevo a escribir historias como The Mystery of Cloomber, no publicada hasta 1888, la inacabada Narrative of John Smith, The Captain of the Pole-Star y J. Habakuk Jephson's Statement, ambas inspiradas en las expediciones marinas realizadas por Doyle.
Mientras vivió allí también jugó al fútbol como portero en el Portsmouth Association Football Club. Por otra parte, fue un gran aficionado al críquet, y entre 1900 y 1907, jugó diez partidos para Marylebone Cricket Club (MCC), uno de más antiguos y prestigiosos clubes del mundo. Asimismo, era miembro de un equipo de críquet formado por J. M. Barrie y en el que también jugaron otros celébres escritores de la época. También jugaba al golf.
En 1885 contrajo matrimonio con Louise Hawkins (1857-1906), más conocida como Touie, con la que tuvo dos hijos: Mary Louise (1889-1976) y Arthur Alleyne Kingsley (1892-1918). Su esposa murió de tuberculosis el 4 de julio de 1906, tras la estancia de la familia en Suiza para intentar que se repusiera. Un año más tarde, se casó con la médium Jean Elizabeth Leckie (1874-1940), después de veinte años de amor platónico, y tuvieron tres hijos más: Jean Lena Annette (1912-1997), Denis Percy Stewart (1909-1955) y Adrian Malcolm (1910-1970). Su segunda mujer moriría una década después que él, el 27 de junio de 1940.

### Experiencia literaria

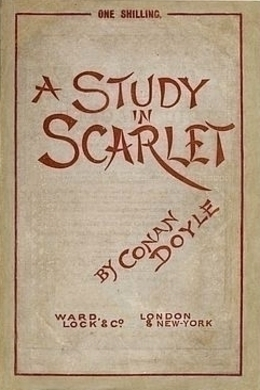
Imagen de la cubierta de la primera edición de A Study in Scarlet (1888).

En 1887 se mudó a Londres para ejercer de oftalmólogo. En su biografía aclaró que ningún paciente entró en su clínica. Por lo tanto, esto le dio más tiempo para escribir, muy en especial aventuras del personaje que lo haría inmortal, Sherlock Holmes, pero que Conan Doyle jamás apreció. Tanto es así que en noviembre de ese año le escribió a su madre que quería "matar a Sherlock Holmes, ya que estaba gastando su mente", a lo que su madre respondió: "la gente no lo va a tomar de buena manera". Finalmente, cumpliría su deseo en la historia titulada El problema final. Sucedió, sin embargo, que el público británico se tomó muy mal la muerte del detective, tanto que inundó a Doyle con cartas que iban de las súplicas a las amenazas pasando por los insultos y en las que se pedía que resucitara a Holmes. Tras diez años de resistirse, Doyle cedió y en la historia titulada La casa vacía hacía reaparecer a Holmes (antes ya había publicado con enorme éxito su famosa novela El sabueso de los Baskerville, también protagonizada por Holmes, pero se había cuidado mucho de fecharla antes de la supuesta "muerte" del detective).
A pesar de que El sabueso de los Baskerville consolidó la fama de este escritor, la autoría de dicha novela ha sido sin embargo motivo de controversia. Al comienzo de la década de los 2000, el historiador y escritor Rodger Garrick-Steele acusó a Conan Doyle de haber plagiado el texto. El autor sería, según Garrick-Steele, el periodista y amigo del acusado, Bertram Fletcher Robinson. Además, lo acusó de haber sido amante de la esposa de aquel, y de haber conspirado con ella para envenenarlo con la idea de hacer creer que la muerte de Fletcher había ocurrido por causas naturales.
El 19 de octubre de 1894, Rudyard Kipling, autor de El libro de la selva, sirvió a Doyle una cena de Acción de Gracias en su casa en Brattleboro. En agradecimiento, Doyle le dio clases de golf durante su visita. Al año siguiente jugaron un partido juntos.
En 1900 escribió su libro más largo, La guerra de los bóeres. Ese mismo año se presentó como candidato para la Unión Liberal, pero a pesar de que era un candidato muy respetado, no fue elegido. Tras la guerra de los bóeres escribió un artículo titulado La guerra en el sur de África: causas y desarrollo, justificando la participación del Reino Unido, escrito que fue ampliamente traducido. En su opinión, fue esto lo que provocó que le nombraran caballero de la Orden del Imperio Británico en 1902, otorgándole el tratamiento de sir.
En el transcurso de los años se ha hecho famosa su afirmación acerca de un cuento de Robert Louis Stevenson (El pabellón de las dunas), declarando que era la cima misma de la técnica narrativa del autor, así como el mejor cuento jamás escrito. No obstante su renombre, no recibió ningún premio a lo largo de toda su carrera.
Al estallar la Primera Guerra Mundial en 1914, intentó alistarse, a sus cincuenta y cinco años, como simple soldado raso. En su carta defiende que es fuerte y tiene una voz audible. Lo rechazaron, pero ayudó con la propaganda y con el apoyo de voluntarios civiles desde el Reino Unido. La muerte de uno de sus hijos, Kingsley, por una neumonía que contrajo en la guerra, le hizo estrechar su vínculo con los círculos del espiritismo fundado por Allan Kardec, doctrina a la que dedicó mucho tiempo y energías, publicando además en 1926 History of spiritualism y defendiéndolo en sus numerosas polémicas, por ejemplo, contra su propio amigo Harry Houdini. También creyó y defendió la veracidad del famoso caso de las hadas de Cottingley, aunque las niñas implicadas admitieron muchas décadas después, ya ancianas, que las fotos mostraban en realidad recortes que habían sacado de sus libros de cuentos.
En 1928 viajó con su familia hasta Sudáfrica. Fue el cuarto y último de sus viajes —los anteriores fueron a Australia, Estados Unidos y Canadá— realizados con el fin de propagar las ideas espiritistas de las que era defensor infatigable. Además de Sudáfrica, recorrió Rodesia, Mozambique y Kenia. Los cinco meses que duró su viaje quedaron reflejados en su obra Our African Winter. 

Continuó en 1929 dando conferencias sobre espiritualismo por Europa en Países Bajos, Dinamarca, Suecia y Noruega, hasta que acabó exhausto para seguir viajando.

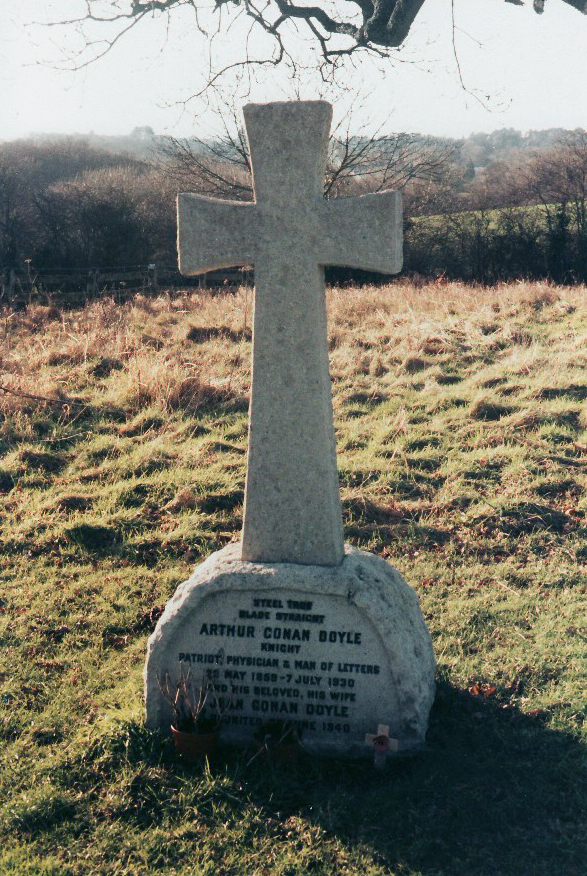
Tumba de Arthur Conan Doyle.

Murió en Crowborough, East Sussex (Inglaterra), el 7 de julio de 1930, con setenta y un años de edad, de un ataque al corazón. Una estatua suya se encuentra en esa localidad, donde residió durante veintitrés años. Fue enterrado en el cementerio de la iglesia de Minstead en New Forest, Hampshire.
Doyle escribió que sus 56 relatos y cuatro novelas sobre Sherlock Holmes opacaron el resto de su obra: “Entre veinte y treinta obras de ficción, libros de historia sobre dos guerras, varios títulos de ciencia paranormal, tres de viajes, uno sobre literatura, varias obras de teatro, dos libros de criminología, dos panfletos políticos, tres poemarios, un libro sobre la infancia y una autobiografía”.

## Obras

### Historias de Sherlock Holmes
- Estudio en escarlata (A Study in Scarlet, novela, 1887)
- El signo de los cuatro (The Sign of Four, novela, 1890)
- Las aventuras de Sherlock Holmes (The Adventures of Sherlock Holmes, 1891-92)
- Las memorias de Sherlock Holmes (The Memoirs of Sherlock Holmes, 1892-93)
- El sabueso de los Baskerville (The Hound of the Baskervilles, novela, 1901-02)
- El regreso de Sherlock Holmes (The Return of Sherlock Holmes, 1903-04)
- Su última reverencia (His Last Bow, 1908-17).
- El valle del terror (The Valley of Fear, novela, 1914-15)
- El archivo de Sherlock Holmes (The Case-Book of Sherlock Holmes, 1924-26)

### Las novelas del profesor Challenger
George Edward Challenger, el profesor Challenger, fue el personaje central en una serie de historias de ciencia ficción escritas por Arthur Conan Doyle. Apareció por primera vez en la novela El mundo perdido, que describe una expedición a una aislada meseta en Sudamérica donde continúan viviendo criaturas prehistóricas como dinosaurios.
- El mundo perdido (The Lost World, 1912), 1927. Barcelona, Laertes, 1980.
- La zona envenenada (The Poison Belt, 1913), [El círculo de la muerte] 1950. Madrid, Debate, 1982.
- El país de la bruma (The Land of Mist, 1926), Madrid 1929. [La tierra de la niebla] Madrid, Miraguano, 1990.
- Cuando la Tierra lanzó alaridos ("When the World Screamed", 1928).
- La máquina desintegradora ("The Disintegration Machine", 1929)
  - Aventuras del profesor Challenger. Aguilar; Madrid, Valdemar, 2006. Incluye El abismo de Maracot, que no trata del profesor Challenger, y omite La tierra de la niebla.

### Novelas históricas
- Micah Clarke (1888)
- The White Company (1891) (La compañía blanca, Buenos Aires, Hachette, 1957)
- The Great Shadow (1892)
- The Refugees
- Rodney Stone (1896) (Rodney Stone, Capitán Swing Libros, 2011)
- Uncle Bernac (1897)
- Estudios del natural (Strange studies from life and other narratives: The complete true crime writings of Sir Arthur Conan Doyle, 1901)
- Sir Nigel (1906) (Barcelona, Sopena, n.a.)
- Las hazañas del Brigadier Gerard (1896)
- Las aventuras del Brigadier Gerard (1903)
- La boda del Brigadier (1910)

### Otras obras
- El relato de J. Habakuk Jephson (1884)
- The Mystery of Cloomber (1889)
- The Firm of Girdlestone (1890)
- The Captain of the Polestar and other tales (1890)
- El gran experimento de Keinplatz (1890)
- The Doings of Raffles Haw (1891) (Raffles, Barcelona, Gassó Hermanos, editores, n. a.)
- Beyond the City (1892)
- Lot No. 249 (1892)
- Jane Annie or the Good Conduct Prize (1893)
- My Friend the Murderer and Other Mysteries and Adventures (1893)
- Round the Red Lamp (1894). Relatos cortos sobre el ejercicio de la medicina (La lámpara roja, Barcelona, Sopena, n.a.) Un relato de esta colección, "Los médicos de Hoyland", se encuentra, precedido de nota biográfica, en la página 315 y siguientes de la antología Cuando se abrió la puerta. Cuentos de la Nueva Mujer (1882-1914), Alba Editorial, Clásica Maior, 2008.
- El parásito (1894)
- The Stark Munro Letters (1895)
- Songs of Action (1898)
- The Tragedy of the Korosko (1898) (La tragedia del Korosko, Barcelona, Legasa, 1981)
- A Duet (1899) (Un dúo, Barcelona, Sopena, n.a.)
- The Great Boer War (1900)
- The Green Flag and Other Stories of War and Sport (1900)
- A través del velo (1907)
- Round the Fire Stories (1908)
- The Crime of the Congo (1909)
- The Lost Gallery (1911)
- The Terror of Blue John Gap (1912)
- The Horror of the Heights (1913)
- The British Campaign in France and Flanders: 1914 (1916)
- Danger! and Other Stories (1918)
- The New Revelation (1918) (La nueva revelación, Madrid, Valdemar, 1996)
- The Vital Message (1919) (El mensaje vital, Madrid, Valdemar, 1996)
- Cuentos de la penumbra y lo invisible (1919)
- The Coming of the Fairies (1921) (El misterio de las hadas, Barcelona, José J. de Olañeta, editor, 1998)
- Tales of Terror & Mystery (1923)
- Memories and Adventures (1924)
- The Black Doctor and Other Tales of Terror and Mystery (1925)
- The Dealings of Captain Sharkey (1925)
- El hombre de Arkángel (1925)
- The History of Spiritualism (1926)
- El abismo de Maracot (1929)
- The War in South Africa: Its Cause and Conduct
- Our African Winter (1929) (Nuestro invierno africano, La Coruña, Ediciones del Viento, 2004)

## Honores
El asteroide (7016) Conandoyle fue nombrado así en su memoria.